# 薩莫
薩莫（Samo），西斯拉夫人國王，建立了第一個有記錄的斯拉夫部落政治聯盟，通称萨莫帝国。該國家從西里西亞一直延伸到今天的斯洛文尼亞，薩莫從623年統治到他於658年去世。據唯一的同時代的來源，《弗莱德加編年史》記載，薩莫是法蘭克商人，他統一了幾個斯拉夫部落，並反對附近定居的阿瓦爾人的強盜襲擊和暴力。薩莫在戰鬥中表現出勇敢氣概和指揮技巧，因而被選為“斯拉夫人的国王”。631年，薩莫在為期三天的沃加斯蒂斯堡戰役中成功地對抗法蘭克王國，保衛了他的領土。